# Corriola
A  Corriola  é uma planta da família Convolvulaceae, espécie endémica da ilha da Madeira com a denominação: Convolvulus massonii (Dietr.).
Apresenta-se como uma planta arbustiva, perene, trepadeira. Tem caules ramosos que podem achegar aos 4 metros ou mais, tornando-se lenhosos com a idade. Apresenta folhas ovadas a lanceoladas, de 4 a 11 centímetros de comprimento.
Apresenta flores de corola afunilada, de 2-2,5 centímetros e de cor branca com estrias rosadas, dispostas, em número de 3-6, em pedúnculos axilares.
Trata-se de uma espécie que pode encontrar-se sobretudo na floresta da Laurissilva do Barbusano. Também ocorre nas ilhas Desertas.
Apresenta floração de Março a Agosto.
Ao longo dos tempos tem sido cultivada em jardins com fins ornamentais.